# زیکانوویتسه (استان اشوی‌داشکسیه)
زیکانوویتسه (به لهستانی: Dziekanowice) یک منطقهٔ مسکونی در لهستان است که در گمینا جاووشتسه واقع شده‌است.